# Calyptranthes palustris
Calyptranthes palustris är en myrtenväxtart som beskrevs av Ignatz Urban och Erik Leonard Ekman. Calyptranthes palustris ingår i släktet Calyptranthes och familjen myrtenväxter. Inga underarter finns listade i Catalogue of Life.